# 岩澤理論
数論における岩澤理論（いわさわりろん、英: Iwasawa theory）は、岩澤健吉が円分体の理論の一部として提唱し、バリー・メイザーやラルフ・グリーンバーグ、クリストファー・スキナーらによって洗練・確立された、（無限次元拡大の）ガロア群のイデアル類群における表現論である。

## Zp拡大
| 「                                                          | 編：ヤコビ多様体との類似が出発点でないとすると pn 分体を全ての n について考察すると良いと云う事実にはどの様にして気付かれたのでしょうか. 岩澤：それはこういう事（円分体論）をちょっとやってみれば, 誰でも自然に考える事だと思います.（注：そうですか？） | 」 |
| —岩澤健吉（岩澤健吉先生のお話しを伺った120分, p. 370 より） | |    |

岩澤理論では、有限次代数体の
Zp

Zp 拡大の図

拡大（Zp-extension）というものを考える。素数
p
と有限次代数体
F
に対して、体の拡大
F∞/F
が
Zp
拡大であるとは、これがガロア拡大であって、そのガロア群
Gal(F∞/F)
が
p 進整数環
Zp
の加法群と位相群として同型であることをいう。Zp
拡大のガロア群は
Γ ≔ Gal(F∞/F)
と書かれ、アーベル群ではあるが乗法的に記される。n を非負整数としたとき、Zp
には
pn
の倍数たちからなる有限指数の開部分群があるので、Γ
にもそのような部分群がある。これは
Γ
と
Zp
の同型の取り方によらない。この部分群を
Γn
と書く。Γn
にガロア対応する
F∞
の部分体を
Fn
と書き、Zp
拡大
F∞/F
の第 n 層（n-th layer）という。これは
F∞/F
の中間体で、F
上
pn
次である唯一のものであり、F 上の巡回拡大である。Fn
たちは体の塔（拡大列）
{\displaystyle F=F_{0}\subset F_{1}\subset \cdots \subset F_{n}\subset \cdots \subset F_{\infty }=\cup _{n}F_{n}}
を構成する。代数体
F
に
Zp
拡大を与えることと、このような
Fn
の拡大列を与えることは同値である。実際、このような拡大列が与えられれば、Fn のガロア群は加法群
Z/pnZ
と同型であり、F∞
のガロア群（無限次代数拡大のガロア群なので射有限群）Γ
はこれらが自然な射影によって成す逆系の逆極限（Z の射有限完備化）、つまり
Zp
である。これはまた、ポントリャーギン双対を考えれば、任意の p の冪に対する 1 の冪根全体が成す円周群の離散部分群の双対として得られるコンパクト群が Γ であるとも述べられる。
Zp
拡大の基本的な例は円分 Zp 拡大（cyclotomic
Zp-extension）である。自然数
n
に対して
ζn
で1の原始 n 乗根を表すものとする。例えば複素数体の中で考え、ζn ≔ exp(2πi/n)
とする。奇素数 p に対して、有理数体に1の原始
pn
乗根をすべて添加した体、つまり
Q(ζpn)
の合成体
∪n ≧ 0 Q(ζpn)
は
Q(ζp)
上の
Zp
拡大である。また、この合成体を有理数体
Q
上の拡大体とみると、これはガロア拡大で、そのガロア群
Gal(∪n ≧ 0 Q(ζpn)/Q)
は
Gal(Q(ζp)/Q)×Zp
と同型であるので、これの部分体で Q 上の
Zp
拡大であるものが存在する。これを
Qcyc
∞ 
と書き、有理数体の円分
Zp
拡大という。任意の有限次代数体
F
に対して合成体
FQcyc
∞ 
は
Zp
拡大になる。これを
F
の円分
Zp
拡大という。円分
Zp
拡大の存在から、任意の代数体に対して少なくとも1つは
Zp
拡大が存在することがわかる。
代数体
F
の
Zp
拡大は一般に無限に存在しうる。F
の
Zp
拡大すべての合成を

とすると
{\displaystyle \mathrm {Gal} ({\tilde {F}}/F)\cong \mathbb {Z} _{p}^{d}}
が成り立つことが知られている。ここで d は
r2 + 1 ≤ d ≤ [F : Q]
を満たすある整数、r2
は
F
の複素素点の個数である。このことから、F が総実体でなければ無限に多くの
Zp
拡大が存在することがわかる。ここに出てきた定数 d が、実は
d = r2 + 1
であろうというのがレオポルト予想である。レオポルト予想は、有理数体のアーベル拡大体や虚二次体のアーベル拡大体については正しいことが知られている。
円分
Zp
拡大ではない
Zp
拡大の例としては、虚二次体の反円分 Zp 拡大（anti-cyclotomic
Zp-extension）というものがあげられる。p
を5以上の素数、K
を虚二次体とする。K
の
r2
は1で
[F : Q]
は2であるから、この場合はレオポルト予想が自明に成立する。したがって
K
にはガロア群が
Z2
p 
と同型になる唯一の拡大体
K (2)
∞ 
が存在する。Gal(K (2)
∞ /K)
には複素共役が作用しており、複素共役が±1倍で作用する部分群を
Γ±
とすると、Gal(K (2)
∞ /K)
は
Γ±
の直積に分解できる。Γ+
の固定体
K −
∞ 
は円分的ではない
Zp 拡大
になっている。これを反円分
Zp
拡大という。

## イデアル類群と岩澤類数公式
p
を素数、F∞/F
を有限次代数体
F
の
Zp
拡大とする。第 n 層
Fn
のイデアル類群
Cl(Fn)
のシロー p 部分群（p 部分）を
An
とする。ここでの動機というのは、F = Q(ζp) のとき、そのイデアル類群の p 部分こそがフェルマーの最終定理の直接証明における主要な障害となっている、ということがクンマーによって既に特定されていたということによるものである。An
は有限 p 群 なのでその位数
#An
はある整数
en
を用いて
#An = pen
と書ける。岩澤は、ある3つの整数 μ, λ, ν（最初の2つは非負整数）が存在して、n が十分大きいとき
{\displaystyle e_{n}=\mu p^{n}+\lambda n+\nu }
が成り立つことを示した。これを岩澤類数公式（Iwasawa class number formula）といい、この公式に現れる3つの数を岩澤不変量（Iwasawa invariant）という。3つのうちどれか1つを指し示したいときは、例えば岩澤 λ 不変量などという。

### 証明と岩澤代数
次の仮定のもとで証明の概略を見る。
(*) 素数 p の上にある F の素イデアルは唯一つで、さらにその素イデアルは F∞/F で完全分岐する
証明は、まずイデアル類群の極限をとることからはじまる。2つの正整数
m ≦ n
があったとき、代数体の有限次拡大
Fn/Fm
のノルム写像からイデアル類群の準同型
Am ← An
ができる。これによる逆極限
 An
を
X
と書き、F∞/F
の岩澤加群という。岩澤の独自性は、「無限大に飛ばす」という新しい着想にあった。
岩澤加群
X
がわかれば
An
もわかる。実際、Γ=Gal(F∞/F)
の元
γ0
を
Zp
の乗法単位元1に対応する元（位相的生成元といっても同じこと）とすると
An = X/(γpn
0  − 1)X
が成り立つことがわかる。
岩澤加群
X
の構造は、これを完備群環上の加群とみることによって調べられる。An
は有限 p 群なので自然に
Zp
の元の乗算が定義でき、またガロア群
Γ/Γn
が作用しているので、その極限の
X
には完備群環
Λ ≔ Zp⟦Γ⟧ =  Zp[Γ/Γn]
の作用が定義できる。この環
Λ
は、実は
Zp
係数の形式的べき級数環
Zp⟦T⟧
と
T + 1 ↔ γ0
によって同型であることが示される（位相的生成元の取り方に依存するので、標準的ではない）。Λ や
Zp⟦T⟧
は岩澤代数と呼ばれている。岩澤代数は岩澤理論において中心的な役割を演ずる。例えば、岩澤主予想と呼ばれる予想は
Λ
のある2つのイデアルが等しいという予想である。
岩澤加群
X
は岩澤代数
Λ ≃ Zp⟦T⟧
上の加群であることがわかった。さらに有限生成であることが示される。Λ
は2次元の正則局所環とよばれる（その上の加群のそれほど粗くない分類が非常に容易であるという意味で）素性の良い環であるので、その有限生成加群には構造定理がある。これを使うことにより、X は次の形の加群
{\displaystyle \textstyle {\Lambda ^{r}\oplus \prod _{i}\Lambda /(p^{m_{i}})\oplus \prod _{j}\Lambda /(f_{j}(T)^{n_{j}})}}
と擬同型（pseudo-isomorphism）であること、つまり有限群による違いを除いてこれと同型であることが示される。r はイデアル類群の有限性から0である。
このようにして得られた岩澤加群
X
の表示と
An = X/(γpn
0  − 1)X
を使うことにより
An
の個数を
mi
や
fj
で表すことができる。そして μ と λ を
{\displaystyle {\begin{array}{ccl}\mu &=&\textstyle {\sum _{i}m_{i}}\\\lambda &=&\textstyle {\sum _{j}n_{j}\mathrm {deg} f_{j}}\end{array}}}
で定義すると岩澤類数公式が成り立つことがわかる。以上が証明の概略である。
なお、すべての
pmi
と
fj(T)nj
を乗じて得られる多項式
{\displaystyle \textstyle {\mathrm {char} _{\Lambda }(X):=\prod _{i}p^{m_{i}}\prod _{j}f_{j}(T)^{n_{j}}}}
を岩澤加群
X
の特性多項式（characteristic polynomial）といい、これによって生成される
Λ
のイデアルを特性イデアル（characteristic ideal）という。charΛ(X)
で特性イデアルの方を表すこともある。特性多項式は任意の有限生成 torsion
Λ
加群
M
に対して定義され、同様に
charΛ(M)
という記号で書かれる。岩澤不変量の λ は特性多項式
charΛ(X)
の次数であり、μ は特性多項式を割り切る最大
p
べきの指数である。岩澤主予想は
Λ
のある2つのイデアルが等しいという予想であるが、そのイデアルのうちの一つが、簡単にいうとこの特性イデアルである。

### 固有空間への分解
代数体
F
に複素共役や
Gal(F/Q)
が作用している場合には、その作用でイデアル類群を固有空間（eigenspace）に分解することができ、分解したものたちに対して同様の公式が得られる。
まず複素共役の場合を見る。F をCM体、p を奇素数、F∞/F
を円分
Zp
拡大とする。このとき、Fn のイデアル類群のシロー p 部分群
An
には自然に複素共役が作用し、複素共役が±1倍で作用する部分空間
A±
n 
の直和
An = A+
n  ⊕ A−
n 
に分解できる。A+
n 
をプラス部分（+-part）、A−
n 
をマイナス部分（−-part）という。それぞれの部分空間に対して岩澤類数公式が成り立ち、対応する
λ
と
μ
をそれぞれ
λ±
と
μ±
とすると、F∞/F の
λ
と
μ
は
λ = λ+ + λ−,
μ = μ+ + μ−
と分解できる。同様の方法で岩澤加群
X
を
X ±
に分解したとき、X +
は
F
の最大実部分体
F +
の円分
Zp
拡大の岩澤加群と同型になるので、プラス部分は実部分の寄与、マイナス部分は全体と実部分の差と考えられる。マイナス部分の λ については、木田の公式と呼ばれるリーマン・フルヴィッツの公式の類似が成り立つことが知られている。
典型的なCM体は奇素数 p についての
p 分体
F = Q(ζp)
である。これの最大実部分体の類数は p で割れないという予想をヴァンディバー予想という。もしこれが正しければ、Q(ζpn)
の最大実部分体の類数も p で割れないので
A+
n 
は0ということになる。
次に、Gal(F/Q)
でイデアル類群が分解される様子を見るため、典型的な例として
F = Q(ζp)
で
F∞ = ∪n ≧ 0 Q(ζpn + 1)
の場合を考える（p は奇素数とする）。Δ = Gal(F/Q)
と置き、ω: Δ → Z×
p 
を
Δ
の任意の元
σ
に対して
ζσ
p  = ζω(σ)
p 
が成り立つ唯一の準同型とする。Δ
は
Fn
のイデアル類群の p 成分
An
に自然に作用し
An = ⊕p − 2
k = 0  A(i)
n 
と分解できる。ここで
A(i)
n 
は
σa = ωi(σ)a
が成り立つ
An
の元たちからなる部分群である。これを ωi 成分（ωi-part）という。ωi 成分に対しても岩澤類数公式が成り立ち、これらの成分に対する岩澤不変量を
λ(i),
μ(i),
ν(i)
とすると
F∞/F
の岩澤不変量は
λ = ∑
i λ(i)
などと分解できる。偶数の i に対する
ωi
成分は
A+
に含まれるので、ヴァンディバー予想が正しければこの成分は0である。部分的な結果として、栗原将人によって
Ap − 3
0 
は0であることが証明されている。岩澤主予想は、奇数の i に対する
ωi
成分に関する予想である。なお、このような分解はもっと一般の状況でも可能であるが、
Δ の指標の値が必ずしも
Z×
p 
に入らないので、係数拡大が必要となる。

### 岩澤不変量
岩澤不変量の
λ
や
μ
は
Zp 
拡大
F∞/F
に対して定まるので
λ(F∞/F),
μ(F∞/F)
などと書かれる。また、代数体
F
と素数
p
に対して
F
の円分
Zp 
拡大
F∞
は一意に定まるので、このときは
λ(F∞/F)
を
λp(F)
と書いたりする。例えば
λ3(Q(√−239)) = 6
などが知られている。
λ はイデアル類群の元の位数の増加を示すものであり、μ は p ランクの増加を示すものである。
岩澤不変量にはまだ分からないことが多い。次のような予想が立てられている。
岩澤 μ 予想 円分 Zp 拡大 F∞/F に対しては μ(F∞/F) = 0 であろう。
この予想は一般には未解決であるが、F
がアーベル体の場合は正しいことが証明されている（フェレロ・ワシントンの定理）。
グリーンバーグ予想 総実代数体 F の円分 Zp 拡大 F∞/F に対しては λ(F∞/F) = μ(F∞/F) = 0 であろう。
知られていることとしては次のようなことがある。
- 代数体 F の類数が p で割り切れず、p の上にある F の素イデアルが一つしかないならば、任意の Zp 拡大 F∞/F に対して λ = μ = ν = 0 である。

- 素数 p が F/Q で完全分解し、Zp 拡大 F∞/F において p の上にある F の素点がすべて分岐するならば λ(F∞/F) ≧ r2 である。ここで r2 は F の複素素点の個数。

### 特性多項式の具体例
F
がアーベル体であれば、その円分
Zp
拡大の岩澤加群のマイナス部分の特性多項式はスティッケルバーガー元を用いて具体的に構成できる。さらに
F
が虚二次体であればプラス部分は自明なので、マイナス部分の特性多項式が全体の特性多項式である。例えば、p = 3 で F = Q(√−239) の場合は
f (T) ≡ T 6 + 1284T 5 + 1404T 4 + 672T 3 + 1764T 2 + 1128T (mod 37)
である。特性多項式は
p
進数係数の多項式なので、mod 37 までの近似で表示している。

## 岩澤主予想
草創期の1950年代から理論の構築は絶えず続けられ、この加群の理論と久保田やレオポルド (Leopoldt) が1960年代に考案した p 進 L 関数の理論の間の基本的考察が提示された。p 進 L 関数は、ベルヌーイ数から始めて補間法を用いて定義される、ディリクレの L 関数の p 進の類似物である。最終的に、クンマーによる正則素数に関する結果から世紀を隔てて、フェルマーの最終定理の前進する見通しが立ったことが明らかとなった。
岩澤主予想（英: Main conjecture of Iwasawa theory）は、（加群の理論と補間法の）二種類の方法で定義される p 進 L 関数は（それが定義可能な限りは）一致するはずであるという形で定式化された。この予想は結果としては、バリー・メイザー とアンドリュー・ワイルズによって有理数体 Q の場合に、またやはりワイルズによって任意の総実数体の場合に証明された。

## 逸話
- 岩澤理論はワイルズによるフェルマーの最終定理の解決に貢献している。証明発表後に致命的な誤りが見つかった後、岩澤理論とコリヴァギン＝フラッハ法を使うことにより修正することができたと説明されることもある[41]が、フェルマーの最終定理を解決した論文の導入部においてワイルズは次のようにも述べている。

| The last step after the June, 1993, announcement, though elusive, was but the conclusion of a long process whose purpose was to replace, in the ring-theoretic setting, the methods based on Iwasawa theory by methods based on the use of auxiliary primes. | 1993年6月の発表後に得た研究成果は、うまく言えませんが、環論的な設定の中で岩澤理論にもとづく手法を補助素数を使う手法に置き換える目的で行った、一連の研究の自然な帰結なのです。 |